# Унструтал
Унструтал (њем. Unstruttal) општина је у њемачкој савезној држави Тирингија. Једно је од 47 општинских средишта округа Унструт-Хајних. Према процјени из 2010. у општини је живјело 3.412 становника. Посједује регионалну шифру (AGS) 16064071.

## Географски и демографски подаци
Унструтал се налази у савезној држави Тирингија у округу Унструт-Хајних. Општина се налази на надморској висини од 229 метара. Површина општине износи 44,4 km². У самом мјесту је, према процјени из 2010. године, живјело 3.412 становника. Просјечна густина становништва износи 77 становника/km².

## Међународна сарадња
| Мјесто   | Држава    | Врста сарадње | Од    |
| -------- | --------- | ------------- | ----- |
| Кронштат | Русија    | партнерство   | 1995. |
| Туркоан  | Француска | партнерство   | 1993. |
| Извор    |           |               |       |